# Hooker
Hooker és una ciutat dels Estats Units a l'estat d'Oklahoma. Segons el cens del 2000 tenia 1.788 habitants.

## Demografia
Segons el cens del 2000, Hooker tenia 1.788 habitants, 702 habitatges, i 511 famílies. La densitat de població era de 758,6 habitants per km².
Dels 702 habitatges en un 35,6% hi vivien nens de menys de 18 anys, en un 58,8% hi vivien parelles casades, en un 9,5% dones solteres, i en un 27,1% no eren unitats familiars. En el 24,8% dels habitatges hi vivien persones soles el 13% de les quals corresponia a persones de 65 anys o més que vivien soles. El nombre mitjà de persones vivint en cada habitatge era de 2,54 i el nombre mitjà de persones que vivien en cada família era de 3,02.
Per edats la població es repartia de la següent manera: un 28% tenia menys de 18 anys, un 8,6% entre 18 i 24, un 27,2% entre 25 i 44, un 21,9% de 45 a 60 i un 14,3% 65 anys o més.
L'edat mediana era de 36 anys. Per cada 100 dones de 18 o més anys hi havia 92,7 homes.
La renda mediana per habitatge era de 34.688 $ i la renda mediana per família de 39.113 $. Els homes tenien una renda mediana de 30.694 $ mentre que les dones 20.217 $. La renda per capita de la població era de 18.086 $. Entorn del 9,1% de les famílies i el 10,4% de la població estaven per davall del llindar de pobresa.

## Poblacions més properes
El següent diagrama mostra les poblacions més properes.